# Distretto di Viranşehir
Il distretto di Viranşehir (in turco Viranşehir ilçesi) è uno dei distretti della provincia di Şanlıurfa, in Turchia.
| Controllo di autorità | VIAF (EN) 135067278 · LCCN (EN) n2003033632 · J9U (EN, HE) 987007487042905171 |